# Live in Moscow
Live in Moscow to płyta zespołu Stone Sour zrealizowana tylko za pomocą iTunes. Dodatkowo zapis koncertu w wersji video pojawił się na dołączonej do specjalnej edycji albumu Come What(ever) May płycie DVD. Koncert nagrany został 18 października 2006 roku, przez telewizję A-ONE TV. Obróbką dźwięku zajął się Dave "Shirt" Nicholls.

## Lista utworów
1. "30/30-150"
2. "Orchids"
3. "Take A Number"
4. "Reborn"
5. "Your God"
6. "Inhale"
7. "Come What(ever) May"
8. "Bother"
9. "Through Glass"
10. "Blotter"
11. "Hell & Consequences"
12. "Get Inside"